# Greva de la Lupeni, 1929
Greva minerilor din Lupeni a avut loc în august 1929 ca rezultat al eșecului unor îndelungate negocieri legate de salarizare și condiții de muncă. Aproximativ 6000 de muncitori au fost implicați în protestul provocat de salariile de mizerie și sărăcia extremă în care trăiau minerii transilvăneni, deznodământul confruntării fiind că 68 de mineri au căzut sub gloanțele trupelor armatei române trimise de către guvernul țărănist să reprime protestul, dintre care 28 au decedat pe loc, mulți dintre ei împușcați fiind în spate.  

## Context și desfășurare
Istoria grevelor și mișcărilor sociale din România antebelică arată ca acestea au fost întotdeauna reprimate brutal, guvernul apelând, dupa modelul masacrului țăranilor din 1907, la armată și măsuri brutale de reprimare a oricărui protest cu revendicări sociale: de exemplu, greva din București în decembrie 1918 a fost reprimată de armată tot cu arme de război (mitraliere, tunuri), greva generală din 1920, care cerea demilitarizarea întreprinderilor și dreptul muncitorilor de a se organiza în sindicate și de a face în mod legal grevă fiind și ea neutralizată în mod similar. În materie de reacție la greve, sau la orice protest contra oligarhiei industriale și financiare care dorea să acapareze statul și să-l folosească exclusiv întru servirea propriilor ei interese, când nu era implicată direct, armata - principala dar nu și singura forță de represiune internă a guvernului - sprijinea acțiunile grupurilor huliganice de extremă dreaptă, care ele încercau spargerea grevelor sau suprimarea libertății presei.
Reacția guvernului la greva de la Lupeni din 1929 nu a fost diferită, în ciuda faptului că pentru prima dată la putere se afla un partid țărănist, și că proprietarii minei erau bancheri și politicieni marcanți ai Partidului Național Liberal. Presa internațională din acea vreme reflecta declarațiile unor membri ai guvernului, care susțineau că directoratul companiei a respins toate revendicările minerilor, adesea fără temei justificat, motiv pentru care întreaga responsabilitate revenea acestuia, conducerea companiei aflându-se în mâinile unor influenți bancheri liberali printre care și Gheorghe Tătărescu.
Pe 5 august 1929 minerii decid să intre în grevă, conflictul afectând mai multe mine. Prima zi se desfășoară pe fundalul lipsei de reacție din partea forțelor de represiune, asta deși ziua se încheie cu oprirea grupului electric al unui puț (fapt care punea în pericol de inundare galeriile, minerii aflați în subteran riscând în plus sufocarea în lipsa funcționării ventilației) de către elementele radicale dintre greviști. 
A doua zi administrația locală apelează, conform practicii vremii, la armată, care deschide focul contra greviștilor deciși să reziste cât timp nu le sunt satisfăcute revendicările, câteva zeci de mineri murind pe loc. Presa internațională a vremii vorbește chiar și despre 200 de răniți,
care și pe patul de spital fiind, sunt păziți de armată, care respinge cu baionetele miile de mineri adunați afară. 
Pe 9 august sicriele celor decedați sunt purtate de căruțe de cărat bălegar spre cimitir, armata forțând cortegiul funebru să grăbească pasul. Mulțimea imensă lângă cimitir a fost îndepărtată la mai multe sute de metri, iar la patru ore după înmormântări o companie de infanterie încă mai păzea cimitirul cu armele în poziție de tragere. După înmormântări, s-a declarat stare de asediu, hotelurile și restaurantele fiind închise, vânzarea de alcool interzisă, toată populația fiind obligată să fie în casă înainte de ora 8 seara.
Se înregistrează 25 de dispăruți, drept pentru care armata continuă pentru un timp să caute în pădure corpurile răniților grav despre care se știa că s-au refugiat, panicați, acolo, însă fără succes până în data de 9 august cel puțin, când încă se mai fac arestări și trenurile cu trupe încă mai sosesc în regiune.

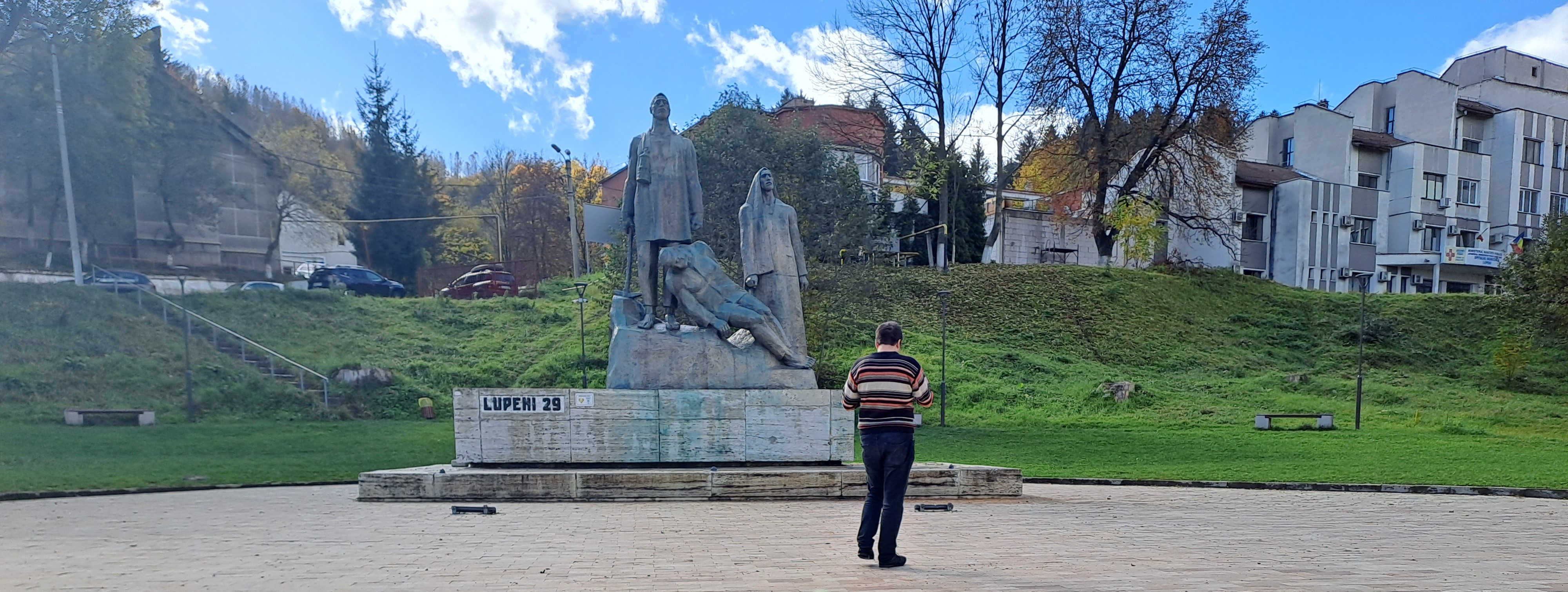
Monumentul Lupeni'29, Lupeni

Istoriografia din epoca comunistă a încercat să revendice pentru mișcarea comunistă sau PCR un rol important în protestul minerilor de la Lupeni, iar în contemporaneitatea postcomunistă anumiți istorici români reiau și ei, din motive ideologice opuse, același mit. Istorici occidentali precum Francisco Veiga resping însă teza, arătând că nu e necesară inventarea de motivații și acțiuni politice cât timp motivațiile economice erau mai mult decât suficiente pentru a explica explozia socială, cu atât mai mult cu cât pe eșichierul politic românesc la stânga centrului nu se afla „decât un gol”: în contrast cu situația din unele state occidentale, comuniștii români erau paralizați în mod durabil de represiunea regimului, în plus în cazul conflictului de la Lupeni convinși fiind că este vorba despre o provocare, s-au abținut să sprijine activ greva.